# Eristalis plumipes
Eristalis plumipes är en tvåvingeart som beskrevs av Mario Bezzi 1912. Eristalis plumipes ingår i släktet slamflugor, och familjen blomflugor.
Artens utbredningsområde är Kongo. Inga underarter finns listade i Catalogue of Life.